# В'язіль барвистий
В'я́зіль барви́стий, в'я́зіль різноба́рвний, кучеря́вий горо́шок (Securigera varia) — багаторічна трав'яниста рослина з родини бобових.

## Морфологічна характеристика
Рослина заввишки 10—30 см, з повзучим гіллястим кореневищем. Стебла дещо розпростерті або майже прямостоячі, гіллясті, голі, борозенчасті. Листки непарноперисті, черешок з 5—12 парами еліптичних або довгасто-лінійних листочків, на вершку загострених. Верхні листки сидячі, прилистки вільні, ланцетні. Квітки зібрані в зонтикоподібні китиці з квітконосами завдовжки 3—15 см, що іноді перевищують листки. Чашечка дзвоникоподібна, 5-зубчаста. Віночок типовий для метеликових: „прапор“ (рожевий), „човник“ білий з темно-рожевим кінцем і білі „крила“. Тичинок 10, з яких 9 зрослися нитками в трубочку. Плоди — лінійні боби, 4—5 см завдовжки. Цвіте в травні — серпні; насіння достигає з липня.

## Поширення

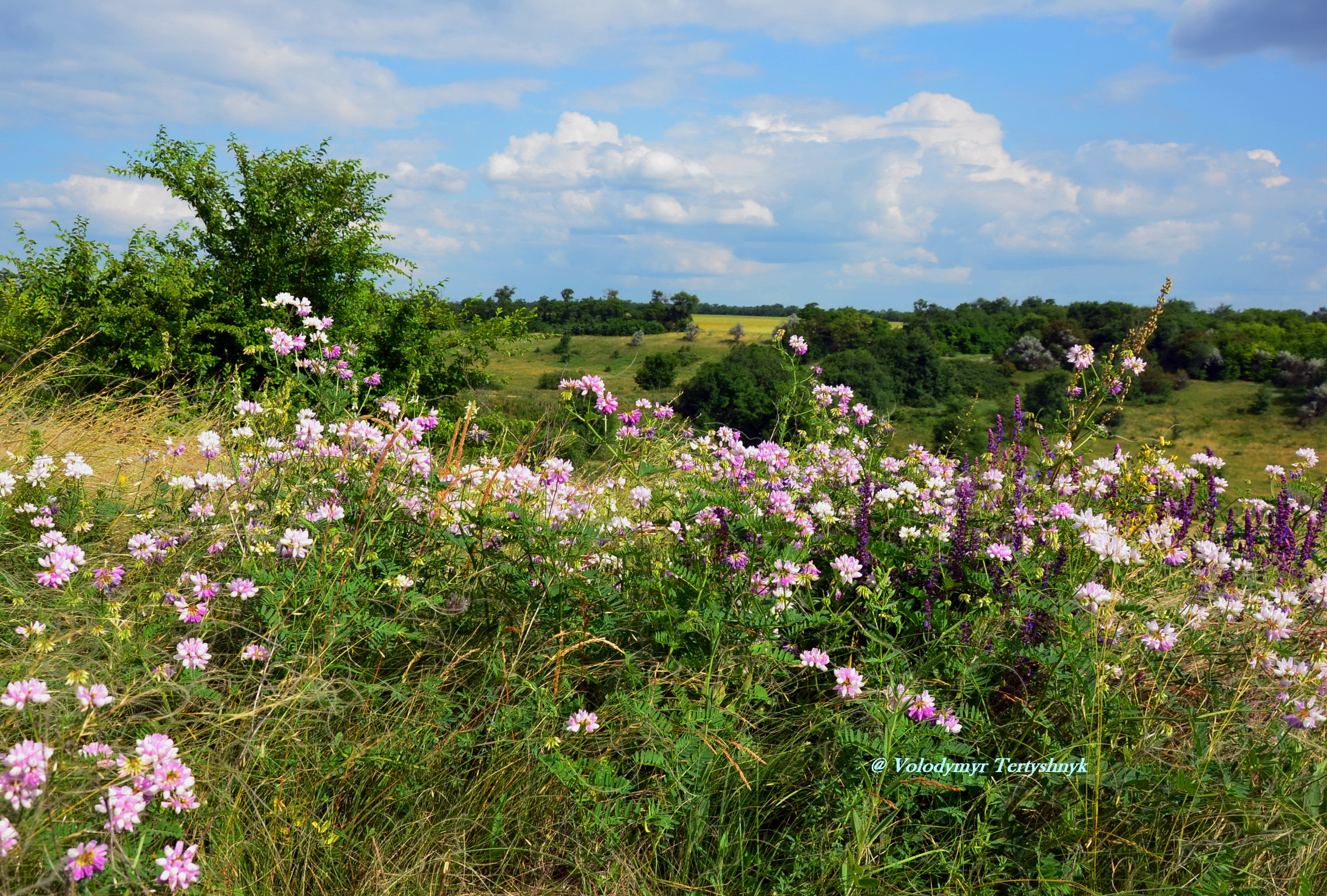
В'язіль барвистий (Securigera varia) (Дніпро 2023)

Росте на луках, узліссях, по чагарниках, на схилах у великій кількості.

## Медичне застосування
В медицині використовується насіння в'язеля, з якого виділено маловивчені серцеві глюкозиди: коронизид, корониллін. Крім того, насіння містить вуглевод стахіозу, жирне олію, насичені жирні кислоти, сечову кислоту, каротин, вітамін С (0,27 %).

## Фармакологічні властивості
Коронизид має вибіркову дію на серце, за характером і силою подібну до строфантину.

## Застосування у народній медицині
В народній медицині застосовується від водянки. Настій з насіння в'язеля діє подібно до настою наперстянки.